# 16259 Housinger
16259 Housinger este un asteroid din centura principală de asteroizi.

## Descriere
16259 Housinger este un asteroid din centura principală de asteroizi. A fost descoperit pe 6 mai 2000 la Socorro, New Mexico, în cadrul proiectului LINEAR. Asteroidul prezintă o orbită caracterizată de o semiaxă mare de 2,69 ua, o excentricitate de 0,16 și o înclinație de 11,3° în raport cu ecliptica.